# Herrnhutiske Brødremenighed
Den mähriske eller den Herrnhutiske Brødremenighed er en kristelig bevægelse. Den har knap 300 medlemmer i Danmark og 762.000 på verdensplan. Brødrenes internationale fællesskab hedder Unitas Fratrum. Der afholdes en synode hvert syvende år. Synoden er Brødrenes højeste instans. Bevægelsen opstod omkring grev Nikolaus Ludwig von Zinzendorf (1700-1760). Den var en udløber af pietismen og betoner det følelsesmæssige forhold til Jesus frem for den rette lære. Ligesom pietismen tog den afstand fra den officielle kirke og kristendomsforståelse – uden dog at bryde med kirken.
Bevægelsen kaldes som regel ”Brødremenigheden” (sjældnere ”herrnhutismen”), når den omtales med et navneord, men kaldes ”herrnhutisk”, når den omtales med et tillægsord.

## Historie
Kirken er ældre end den ovennævnte bevægelse, da den kan spore sine rødder tilbage til reformation før Luther. Kirken blev dannet i Böhmen-Mähren, efter at Jan Hus var blevet brændt på bålet som kætter i 1415 i Konstanz. Grupper af bønder slog sig sammen i et fællesskab i 1457. I begyndelsen af 1500-tallet var der mere end 200.000 brødre i de tjekkiske provinser Bøhmen og Mæhren, deraf navnet de bøhmiske eller mæhriske brødre.
Broderskabets popularitet gav den katolske kirke grund til at forfølge den. Under 30-årskrigen led protestanterne i Bøhmen og Mæhren nederlag i 1620, hvilket fik som konsekvens, at flertallet af brødrene måtte flygte. I Europa blev kirken næsten udryddet og dens medlemmer forfulgt. En lille gruppe søgte asyl på Zinzendorfs gods, Berthelsdorf i Sachsen.
Zinzendorf købte i 1721 godset Berthelsdorf og ville her gerne samle en menighed i pietistisk ånd. I 1722 tog han derfor godt imod nogle bøhmiske og mähriske brødre, som var udvandret under ledelse af Chr. David. De slog sig ned på Hut-bjerget og anlagde byen Herrnhut. Nogle pietister sluttede sig til dem, men der opstod en splittelse, og samfundet truede med at opløse sig. Da lagde Zinzendorf sig imellem og fik i 1727 alle samlet i en enhed: "Den Fornyede Brødremenighed". Derefter oplevede menigheden en vækkelsestid.
Menigheden i Herrnhut fik en særlig forfatning med et menighedsråd og 12 ældste i spidsen. I 1733 blev Leonhard Dober valgt til overældste. I 1737 blev Zinzendorf indviet til biskop, og han var til sin død den virkelige leder af Brødremenigheden.
Da Leonhard Dober i 1741 trådte tilbage, besluttede Brødremenigheden at gøre Kristus selv til overældste og dermed til den egentlige leder. Da lodkastning bekræftede denne plan, oprettede Brødremenigheden en "specialpagt" med Kristus om ledelsen. 12 brødre skulle dog som en ”generalkonferens” have den faktiske ledelse. For at finde Kristi veje anvendte man i de enkelte tilfælde lodkastning, lige fra valget af tekster ved gudstjenesten til valget af ægtefælle.
Mens Zinzendorf levede, var der tilløb til sværmeri, men det fortog sig, og i rationalismens tid var Brødremenigheden alle vegne en god støtte for de få fromme i landene. Lige indtil nutiden har det også været almindeligt at sende børn og unge til Brødremenighedens pensionsanstalter. Da Brødremenigheden fik udbredelse uden for Herrnhut, måtte styrelsesformen tilpasses derefter. Hver menighed fik sin ældstekonferens og sit menighedsråd. Som organisatorisk overbygning over alle de enkelte menigheder stod unitetsældstekonferencen, der havde tre departementer: et for kirke- og skolevæsen, et for de økonomiske forhold og et for missionen.
Fra Herrnhut bredte Brødremenigheden sig til andre steder i Tyskland og til Skandinavien, Holland, England og Amerika. Dog har samfundet aldrig hørt til de større kirkesamfund.
Brødremenigheden uden for Tyskland har i virkeligheden stået selvstændigt over for Herrnhut. Missionsdepartementet er egentlig det eneste fællesbånd. Men dette bånd er stærkt.

## Særpræg
Under Zinzendorfs ledelse fik Brødremenighedens et særpræget menighedsliv. Til de daglige gudstjenester skabte han en speciel liturgi med rig anvendelse af musik og sang. Kærlighedsmåltider, broderkys og fodvaskning efter apostlenes skik indførtes også.
For Zinzendorf – såvel som for Brødremenigheden - stod det konfessionelle i anden række på dette tidspunkt. Brødremenigheden stod lutherdommen nærmest, men tidligt blev det fastslået, at Brødremenigheden ingen ydre bekendelse skulle have. Den skulle være en unionskirke med 3 "troper" eller afdelinger: den lutherske, den reformerte og den mähriske.
Zinzendorf ønskede ikke at stifte et nyt kirkesamfund, men at danne et ”vennesamfund”, der forenede kristne som ”brødre” på trods af nationale og konfessionelle forskelle, deraf navnet ”Brødremenigheden”. Han ville hermed udtrykke enheden inden for kristenheden. Herved blev Brødremenigheden en forløber for den økumeniske bevægelse.
Zinzendorf skelnede mellem tro og lære på den måde, at han sagde, at religionen først og fremmest er hjertets sag, ikke forstandens sag. Ligesom hos pietismen koncentrerer denne ”hjertereligion” sig om frelsen ved Kristus og hans offerdød. Men hvor pietismen betoner menneskets synd og skyld over for Gud, betoner Brødremenigheden glæden over Kristi frelsesværk. Dog har Brødremenigheden altid haft sit særlige teologiske og kirkelige særpræg, idet den fokuserer på Jesu lidelse og død ("blodteologien") samt den forsoning, han bragte i stand. Desuden har der været en stærk betoning af følelseslivets betydning.
I Herrnhut og de øvrige brødremenigheder levedes der et klosteragtigt fromhedsliv med daglige gudstjenester. Menigheden opfattedes som en familiekreds, der var uden standsforskelle, og man tiltalte hinanden som ”broder” og ”søster”.
En overgang mødte denne kristendomstype stærk modstand og angreb udefra, og indre brydninger udeblev heller ikke. Men Brødremenigheden holdt trofast sammen og har bevaret sit særpræg lige indtil nutiden. Nogle af de ydre skikke, såsom lodkastningen, er dog faldet bort i nyere tid.
Hvad der især har bidraget til sammenholdet, er kirketugten og den faste orden i det daglige liv. Menighedens medlemmer deltes af Zinzendorf i "kor" eller afdelinger, som boede hver for sig. Børnene, de ugifte mænd, de ugifte kvinder, ægtefolkene, enkemændene og enkerne befandt sig i individuelle "kor" med egne "plejere", dvs. mænd eller kvinder, der udøvede sjælesorg og ledede de opbyggelige møder. Dans og spil var forbudt. Kvinderne bar særlige bånd, hvis farve angav, hvilket "kor" de tilhørte. Brødremenigheden lagde desuden stor vægt på skolevæsenet.

## Missionsvirksomhed
Intet andet kirkesamfund har blot tilnærmelsesvist udøvet så forholdsvis stor en missionsvirksomhed som Brødremenigheden. På dette punkt har den været et enestående forbillede for andre protestantiske samfund. Begyndelsen blev gjort inden for det danske rige, idet to udsendinge fra Herrnhut i 1732 via København drog til Sankt Thomas for at virke blandt de sorte, mens tre udsendinge i 1733 drog til Grønland. Slag i slag toges nye missionsopgaver op i Nordamerika og Afrika, og efter 25 års forløb havde Brødremenigheden allerede udsendt 100 missionærer. Med forkærlighed opsøgte Brødremenigheden de laveststående folkeslag og de vanskeligste egne. Den gav oprindelig ikke sine missionærer nogen særlig uddannelse. Senere blev der dog oprettet en god missionsskole i Niesky i det østlige Tyskland.
I sin missionsforkyndelse samlede Brødremenigheden sig om Jesu lidelse og død. Missionærerne lagde tillige vægt på skolevæsenet og på at lære de indfødte nyttigt arbejde.
Missionsstedernes tal var stadigt stigende. Brødremenigheden missionerede omkring 1. verdenskrig i alle verdensdele uden for Europa. Grønland blev imidlertid opgivet, og arbejdet blev overgivet til den danske kirke.
Brødremenigheden talte i 1909 fire unitetsfelter: Den tyske unitet talte 23 menigheder og 8.016 medlemmer, den britiske unitet talte 34 menigheder og 6.473 medlemmer, den nordamerikanske nordlige provins talte 75 menigheder og 20.685 medlemmer, og den nordamerikanske sydlige provins talte 25 menigheder og 6.241 medlemmer.
Brødremenigheden havde i 1909 14 missionsprovinser med 154 faste stationer (foruden et stort antal prædikesteder) og ikke mindre end 208 missionærer foruden 71 indfødte præster og talrige andre indfødte hjælpere. Den årlige udgift til missionen beløb sig til over 2 mio. kr.

## Brødremenigheden i Danmark
I 1727 sendtes to herrnhutiske brødre til København, og Zinzendorf samlede en kreds i 1731. I 1739 stiftedes Brødremenighedens Societet i København. Fra societetet udbredtes herrnhutismen til andre steder i landet. Der udkom dog adskillige forordninger imod dem - indtil regeringen i 1771 gav tilladelse til at oprette en herrnhuter-by. Kong Christian den 7. rettede på foranledning af kabinetsminister Struensee henvendelse til Brødremenigheden i Herrnhut med anmodning om at anlægge en by i Danmark. Det resulterede i 1773 i anlæggelsen af Christiansfeld i Sønderjylland. Byen blev opkaldt efter Christian den 7., og herrnhuternes danske center blev lagt her. Herfra udøvedes der en stor indflydelse i den næste årtier.
Søren Kierkegaard voksede op i et hjem præget af herrnhuter.[kilde mangler]
Zinzendorf organiserede herrnhuterne til hedningemission, finansieret af den danske konge. Herrnhuterne blev i første omgang sendt til de to danske kolonier Sankt Thomas og Grønland.
De første herrnhuter kom til Grønland i 1733, hvor de slog sig ned i Ny Herrnhut, nu en bydel i Nuuk. Herrnhuterne forlod Grønland i 1900.
I Norge dannedes der societeter i Kristiania, Bergen og Drammen, og i Sverige i Stockholm, Göteborg, Uddevalla og Karlskrona.

## Brødremenigheden i Norge
Vækkelsen kom fra Danmark til Norge i 1730'erne. Fra sidste halvdel af 1700-tallet blev der stiftet menigheder i Skien og på Bragernes med mange velstående og indflydelsesrige medlemmer.
I Christiania var Niels Johannes Holm menighedens forstander i perioden 1820-1834. Johan Heinrich Møhne overtog hvervet som menighedsforstander efter Holm. I Christiania holdt Brødremenigheden til i Nedre Slottsgate 15. Søren Daniel Schiøtz (1796-1863) var en central skikkelse inden for bevægelsen i Stavanger. Kredsen blev med tiden mindre, og omkring 1890 havde brødremenigheden udspillet sin rolle i Norge.